# Den irske borgerkrig
Den irske borgerkrig blev udkæmpet mellem 28. juni 1922 og 24. maj 1923 mellem modstandere og tilhængere af den anglo-irske traktat. Traktaten blev undertegnet 6. december 1921, og nøjagtig et år senere blev Den irske fristat oprettet som følge af traktaten. Modstanderne protesterede specielt mod det fortsatte konstitutionelle bånd til Det Forenede Kongerige Storbritannien og Irland, men også mod at seks grevskaber i Ulster var løsrevet fra resten af Irland som provinsen Nordirland.
Borgerkrigen fulgte den Den irske uafhængighedskrig og krævede flere menneskeliv end denne. Den efterlod også dybe sår i befolkningen, som fortsat kan være synlige i irsk politik i dag.

## Baggrund

### Traktaten
Den anglo-irske traktat blev forhandlet for at få en afslutning på den irske uafhængighedsskrig, som blev udkæmpet 1919–1921. Traktaten åbnede for en selvstyrende irsk stat, med status som dominion under Det Britiske Imperium. Den britiske monark skulle, som konge af Irland, være statsoverhovedet. Medlemmerne af det irske parlament, Oireachtas, måtte aflægge en troskabsed til Fristaten og til kongen af Irland.
Eden blev stærkt kritiseret af mange republikanere. De protesterede også mod at Irland ikke skulle være en republik, men en «fristat» underlagt Det britiske imperium. Spørgsmålet om Irlands deling kom også op, men havde en langt mindre betydning end det skulle få senere. De fleste republikanere mente at Nordirland ikke ville blive en enhed som ville klare sig politisk og økonomisk, sådan at den hurtigt kunne indlemmes i et samlet Irland. Der var også problemer med Treaty Ports, irske havne som var kontrolleret af Royal Navy af hensyn til Storbritanniens nationale sikkerhed.
Michael Collins argumenterede for at traktaten gav «frihed til at opnå frihed», og således var et skridt på vejen mod en suveræn irsk republik. Han skulle få ret i dette, eftersom fristaten faktisk udviklede sig til en uafhængig republik, men i 1922 mente traktatmodstanderne at traktaten ikke var den rigtige vej at gå, og at underskrivelsen af den var forræderi.

### Splittelse
Splittelsen i den irske nationalistiske bevægelse som fulgte traktaten havde et stærkt personlig præg. Modparterne havde været nære venner og kollegaer under uafhængighedskrigen, og dette gjorde uenigheden om traktaten specielt bitter. Michael Collins følte at Éamon de Valera havde sendt ham til England for at forhandle for det han selv ville kunne distancere sig fra aftalen. Collins var derfor skuffet da de Valera nægtede at stå ved aftalen, selv om han havde givet forhandleren fuldmagt til at undertegne den. De Valera var på sin side rasende over at forhandlerne havde underskrevet uden at konsultere Dáil Éireann, (det irske underhus) selv om de havde fået alle fuldmagter og således ikke behøvede at rejse tilbage for at konsultere.
Dáil Éireann ratificerede aftalen med 64 mod 57 stemmer den 7. januar 1922. Syd-Irlands provisoriske regering blev oprettet, med Collins som statsminister, for at traktaten skulle kunne træde i kraft i henhold til vilkårene.
De Valera gik af som Dáils præsident, og tog traktatmodstanderne i Dáil med ind i Sinn Féin. Han hævdede at Dáil ikke kunne ratificere traktaten, eftersom han havde brudt deres ed til Den irske republik (1916-1922). Han forsøgte at forhandle sig frem til et kompromis, hvor Fristaten havde «ydre association» til Commonwealth of Nations (det tidligere britiske statssamfund), uden at være medlem. Flertallet af officererne i IRA var også modstandere, og i marts 1922 vedtog de at ratificeringen i Dáil var ugyldig. Traktatmodstanderne i IRA oprettede deres egen hærledelse, som de selv betragtede som landets virkelige regering. Tilhængerne i IRA blev indlemmet i Irish Army, Fristatens officielle hær.
Begge sider ønskede at undgå borgerkrig. Collins oprettede en genforeningskomité som skulle samle IRA, og indgik et valgsamarbejde med de Valera med tanke på at oprette en samlingsregering. Han forsøgte også at udforme en republikansk grundlov som var acceptabel for traktatmodstanderne. IRA-ledere som Liam Lynch var villig til at acceptere dette, men grundlovsudkastet blev stoppet af et britisk veto fordi det stred mod traktaten. Collins måtte acceptere dette, og valgsamarbejdet brød sammen. Dermed stillede de to partier som begge kaldte sig Sinn Féin til valg; traktattilhængerne fik 239 193 stemmer mens modstanderne fik 133 864. I tillæg fik de andre partier, som alle støttede traktaten, 247 226 stemmer. Det var altså helt klart at vælgerne støttede traktaten og oprettelsen af Fristaten.
Michael Collins og Arthur Griffith ledede arbejdet med at oprette Fristaten. Collins organiserede Arm na hÉireann (den irske hær), som han baserede på en kerne af traktattilhængere i IRA, og på en ny politistyrke. Brugen af IRA som kerne i den nye hær fik en negativ virkning for Fristaten, fordi det i områder hvor IRA var traktatmodstandere blev muligt for dem at overtage britiske kaserner og våben. Inden sommeren 1922 havde dermed traktatmodstanderne kontrol over dele af landet, specielt Munster og områderne på vestkysten.

## Krigens gang

### Kampe i Dublin
I april 1922 tog traktatmodstanderne i IRA, ledet af Rory O'Connor, (1883-1922) kontrol over Four Courts i Dublin. De ønskede at udløse en væbnet konflikt med briterne, som så skulle forene de to fraktioner mod en fælles fjende. Men for dem som ønskede at holde oprettelsen af Fristaten på sporet sådan at traktaten kunne træde i kraft fra 6. december 1922, var okkupationen i Dublin en provokation som måtte slås ned af dem selv, og ikke af briterne. Arthur Griffith ønskede at bruge magt, men Collins var længe i mod for at undgå en borgerkrig.
Ironisk nok var det en handling Collins selv beordrede som gjorde det nødvendig at gribe ind mod IRA. 22. juni 1922 blev den pensionerede britiske general Henry Hughes Wilson skudt ned og dræbt i det centrale London. Briterne mente det var IRA som stod bag, og krævede at Collins tog affære mod okkupanterne i Four Courts, ellers ville de selv gøre det. For Collins var det vigtig ikke at give briterne et påskud til at indsætte deres styrker i Irland, og han blev dermed tvunget til at angribe. Det briterne ikke vidste var at det var Collins selv som havde beordret drabet på Wilson, som hævn efter et angreb mod katolikker i Nordirland.
27. juni kidnappede IRA-soldater i Four Courts en general i Irish Army, J.J. O'Connell. Dermed var bægeret fuldt, og Collins lånte to kanoner af briterne for at angribe bygningen. Regeringen udnævnte så Collins til øverstkommanderende for hæren. Angrebet på Four Courts havde ikke været den første skudveksling mellem fraktionerne, men den repræsenterede begyndelsen til en fuldstændig borgerkrig, eftersom tidligere sammenstød kun havde været små træfninger som ikke gjorde en fredelig løsning umulig.
Angrebet på Four Courts begyndte den 28. juni, og bombardementet varede i to dage. Den britiske general Nevil Macready gav Collins kun 200 af de 10 000 skud han havde, men mod IRA-soldaterne som kun havde lette håndvåben var dette mere end nok. Den 30. juni blev bygningen stormet, og IRA overgav sig. Der var mindre gadekampe i Dublin indtil 5. juli, og derefter fulgte den ugelange besættelse af O'Connell Street. Sammenlagt faldt 65 soldater, og 28 blev såret. Blandt de døde var Cathal Brugha, en af republikanernes vigtigste ledere. Omkring 500 republikanere blev taget til fange. Man antager at godt over 250 civile blev dræbt eller såret.
Da kampene i Dublin endte havde Irish Army og Fristatens regering fuld kontrol over hovedstaden, mens traktatmodstanderne var spredt til landets sydvestlige dele.
Udbruddet af borgerkrigen tvang medlemmerne af begge fraktioner til at vælge side. Tilhængerne af traktaten blev kendt som pro-treaty, Fristatshæren eller National Army (sidstnævnte var det første officielle navn på Irish Army). Modstanderne blev kendt som anti-treaty, Irregulars eller republikanerne, og betragtede sig fortsat til at høre til IRA. Modstanderne hævdede at de forsvarede Den irske republik (1919-1922) som var blevet proklameret i 1916 under påskeoprøret. De Valera overlod ledelsen af traktatmodstanderne til de militære ledere, og deltog selv som almindelig IRA-frivillig.
Da borgerkrigen brød ud havde traktatmodstanderne i IRA omkring 15 000 mand, mens tilhængerne havde omkring 7000. På papiret havde IRA i begyndelsen hele 72 000 mand, men de fleste af dem var blevet rekrutteret under våbenhvilen og kæmpede hverken i uafhængighedskrigen eller borgerkrigen. Selv om modstanderne havde et stort overtal i antal soldater, manglede de en effektiv kommandostruktur, en klar strategi og våben. Ved krigsudbruddet havde de kun 6780 rifler og nogle få maskingeværer. Det lykkedes dem også at erobre nogle britiske pansrede køretøjer under den britiske hærs evakuering. Som følge af våbenmangelen havde traktatmodstanderne gennem hele krigen en defensiv strategi.
Fristatens hær blev hurtig etableret efter krigsudbruddet. Selv om kernen af erfarne IRA-soldater var lille, fik de britisk artilleri og britiske fly, panserbiler, maskingeværer, håndvåben og ammunition. I august 1922 havde de 14 000 mand, mod slutningen af året 38 000 og ved krigens slutning 55 000 mand og 3500 officerer. Eliten i hæren, Dublin Guard, var rekrutteret fra Dublins Active Service Unit, eliten i IRA's Dublinbrigade, som Collins havde haft kommandoen over under uafhængighedskrigen. De fleste af soldaterne i Fristatshæren var traktattilhængere, men en ikke ubetydelig andel af dem var også arbejdsløse veteraner fra 1. verdenskrig (de havde da gjort tjeneste i British Army). Britiske officerer blev også rekrutteret for ar tilføre teknisk ekspertise. Republikanerne gjorde et stort propagandanummer ud af dette britiske indslag, men det er klart at flertallet af soldatene var uden krigserfaring og havde meldt sig frivilligt for at kæmpe for Fristaten.

## Fristaten tager flere byer
Efter at kampene i Dublin stilnedes spredte konflikten sig til hele landet. Traktatmodstanderne kontrollerede Cork, Limerick og Waterford, som indgik i det de kaldte Munster Republic. Men uden svært artilleri og pansrede enheder var de ude af stand til at føre konventionel krig. Liam Lynch kunne dermed ikke udnytte den fordel det var at kontrollere dette territorium ved krigens start og måtte følge en defensiv strategi. Hans håb var at Munsterrepublikken kunne holde længe nok til at briterne ville genforhandle traktaten.
Fristaten kunne let erobre de større byer i løbet af juli og august 1922. Collins, Richard Mulcahy] og Eoin O'Duffy planlagde en landsomfattende offensiv med en kombination af land- og flåde styrker mod County Cork og County Kerry i syd og County Mayo i vest. Limerick faldt 20. juli, Waterford samme dag og Cork 10. august. Endnu et angreb fra havet mod Mayo førte til at også det område kom under Fristatens kontrol. Mens republikanerne forsvarede sig kraftigt flere steder, havde de ingen muligheder til at modstå de regulære styrker med artilleri og panser.
Efter at de større byer var taget, fulgte en periode med guerillakrig i grevskaberne Cork og Kerry i syd, County Wexford i øst og County Sligo og Mayo i vest. Der var også sporadiske kampe ved Dundalk, hvor Frank Aiken ledede den 4. nordlige division af IRA.
Først efter flere måneder med sporadisk krigsførelse endte borgerkrigen. Denne periode var særlig præget af snigmord og henrettelser. Michael Collins blev dræbt i et baghold i landsbyen Béal na mBláth i august 1922. Hans død førte til yderligere bitterhed blandt Fristatens ledere, og bidrog antagelig til at endnu mere vold. Arthur Griffith døde af naturlige årsager kun ti dage før mordet på Collins, og Fristaten blev derefter ledet af W.T. Cosgrave, mens Richard Mulcahy var kommandant for Fristatshæren.
I oktober 1922 oprettede de Valera og andre traktatmodstandere deres egen republikanske regering. Men de havde ikke kontrol over et sammenhængende territorium, og ingen støtte udenfor deres egne rækker. IRA så også bort fra dette, eftersom de regnede sine egne militære ledere som republikkens virkelige regering.

## Overgreb, henrettelser og krigens slutning
I den sidste fase af borgerkrigen var der en serie af overgreb og henrettelser som førte til en varig bitterhed i irsk politik. Fristaten begyndte den 17. november 1922 at henrette fanger. De første var fire IRA-soldater som blev henrettet. Derefter fulgte henrettelser af forfatteren og traktatforhandleren Robert Erskine Childers den 24. november. Alt i alt udførte Fristaten 77 officielle henrettelser under krigen.
Traktatmodstanderne svarede først med mordet på parlamentsmedlemmet Sean Hales. Fristaten henrettede en uge senere, den 7. december 1922, fire fremstående republikanere som havde været fængslet siden borgerkrigens start: Rory O'Connor, Liam Mellows, Richard Barett og Joe McKelvey. Fristatshæren begyndte også med henrettelser af krigsfanger, specielt i Kerry hvor der var hårde kampe. Det værste eksempel fandt sted i Ballyseedy, hvor ni republikanske fanger blev bundet til en landmine, som så blev udløst. De overlevende blev bagefter skudt med maskingevær.
Den katolske kirke støttede Fristaten og nægtede IRA-medlemmer som kæmpede mod traktaten adgang til sakramentet. 10. oktober 1922 udstedte de irske katolske biskopper en formel udtalelse, hvor de beskrev traktatmodstandernes kamp som systematisk mord og snigmord mod de nationale styrker foretaget uden nogen legitim autoritet. IRA-soldatene blev sat under interdikt. I et strengt katolsk land, som Irland var i 1920-årene, påvirkede dette befolkningens syn på traktatmodstanderne stærkt.
Manglen på støtte i befolkningen, Fristatens benhårde indstilling og manglende vilje til at kæmpe videre førte til sidst til traktatmodstandernes sammenbrud. I februar 1923 overgav Liam Deasy sig, og opfordrede andre republikanere til at gøre det samme. Efterhånden som konflikten ebbede ud, opfordrede de Valera IRA's ledelse til at bede om våbenhvile, noget den nægtede at gøre. Flere historikere mener at en hændelse som bidrog til at få en ende på krigen, var Liam Lynchs død. Han faldt i en mindre træfning i Knockmealdown-bjergene den 10. april, og dermed tog den mere pragmatiske Frank Aiken over som øverstkommanderende for IRA. 30. april erklærede Aiken våbenhvile på vegne af traktatmodstandernes styrker, og 24. maj beordrede han dem til at nedlægge deres våben og flere tusinder IRA-medlemmer, inkluderet de Valera, blev arresteret i de følgende uger.
Borgerkrigen blev ført som en guerilla krig med angreb fra snigskytter, baghold og overfald.
Man regner med, at borgerkrigen kostede i alt 4.000 mennesker livet.